# Aristaria limonalis
Aristaria limonalis är en fjärilsart som beskrevs av William Schaus 1913. Aristaria limonalis ingår i släktet Aristaria och familjen nattflyn. Inga underarter finns listade i Catalogue of Life.